# 阿爾赫西拉斯會議
阿尔赫西拉斯会议于1906年在西班牙阿尔赫西拉斯举行，用以调解法国与德国因第一次摩洛哥危机而生的纷争，并确保摩洛哥的苏丹偿还在1904年借下的贷款。根据法国与英国定下来的英法协约，英国确保在埃及的权利，换取法国在摩洛哥之权力。法国想在摩洛哥设立保护国，但为德国所反对。
这次会议牵涉大部分欧洲国家。美国总统西奥多·罗斯福担当调停人，在解决事件时倾向支持法国，纵然他承诺保护德国在摩国的投资。
与会国在4月7日达成协议，包括摩洛哥的警方与关税安排、打击走私军火的条例，及对欧洲银行家作让步：成立摩洛哥国家银行，以金支持钞票流通，为期四十年。新银行会作为摩国的财政部，但严格限制摩洛哥王朝的财政，同时由德、英、法与西班牙的国家银行派出行政人员管理。西班牙的货币继续在当地流通；欧洲人有权买地；银行从公共建设筹税；苏丹政府继续对鸦片与大麻 (Kif) 之生产拥有垄断权。
苏丹维持在六个港口的警察控制权，只聘用摩洛哥穆斯林为警察，而平均年薪只是一千比塞塔。然而，警察训练交由法国与西班牙警官负责，以监察交付薪金的人 (Amin) 和维持纪律；两国政府有权调换警官。监察主任由瑞士人出任，并需要驻守在丹吉尔。
在最后一刻，摩洛哥与会代表发现未能签署协定，但苏丹阿卜杜勒-阿齐兹在6月18日下达命令，确认了协议。

## 参看
- 第一次摩洛哥危机